# WINTERLONG
『WINTERLONG』（ウィンターロング）は、日本のロックバンド、BEAT CRUSADERSのシングルおよび楽曲。2008年1月16日、デフスターレコーズよりリリース。

## 概要
メジャー6枚目、バンドとしては通算11枚目のシングルである。2枚目のアルバム『EpopMAKING -Popとの遭遇-』から約8か月を経ての作品リリースとなった。
本楽曲は、ビークル主催のライブイベント「BOYZ OF SUMMER '07」で初披露され、その後2007年10月からアニメ『獣神演武-HERO TALES-』オープニングテーマとして、すでにオンエアされていた。
カップリングには、『EpopMAKING』を携えてのツアー「EPopMAKING SENSE 2007」の新潟公演より4曲が収録されている。メジャー移籍後の作品にライブ音源が収録されたのは初めてのことであった。
初回特典は『獣神演武-HERO TALES-』ワイドキャップステッカー。

## 収録曲
全曲 作詞：ヒダカトオル 作曲：BEAT CRUSADERS
1. WINTERLONG (3:44)
  - テレビ東京系アニメ『獣神演武-HERO TALES-』オープニングテーマ。
  - メジャー3枚目のアルバム『popdod』収録。PVはアルバムリリース後に制作されている。なお、シングル版はフェードアウトで終わるのに対し、アルバム版は完奏している。

"EPopMAKING SENSE 2007" LIVE at NIIGATA-LOTS 2007.10.28
以下の4曲は当日のセットリスト順ではないが、続けて聴けるように曲を繋げて編集されている。
1. JAPANESE GIRL (4:44)
  - 演奏終了後、MCでライブ恒例のコールが聴ける。しかし、コールの部分はピー音がかけられている。
2. E.M.O. (3:09)
3. FEEL (2:51)
4. CUM ON FEEL THE NOIZE (4:05)